# Canistropsis
Die Pflanzengattung Canistropsis gehört zur Unterfamilie Bromelioideae innerhalb der Familie Bromeliengewächse (Bromeliaceae). Die etwa elf Arten gedeihen in den Regenwaldgebieten nur im östlichen Brasilien.

## Beschreibung
Canistropsis-Arten sind ausdauernde krautige Pflanzen, die überwiegend epiphytisch wachsen. Derbe Blätter sitzen an einer gestauchten Sprossachse und bilden Trichter, in denen Wasser gesammelt wird. Die Laubblätter sind leicht bewehrt.
Die Blütenstände sind oft in der Zisternenmitte nistend, sie ragen also kaum über den Blatttrichter hinaus, da auch im Bereich der Blütenstände Sprossachsen gestaucht bleiben. Bei einigen Canistropsis-Arten sind die Sprossachsen nicht gestaucht und der Blütenstand ragt deutlich aus dem Trichter heraus. Meist besitzen sie sehr dekorativ gefärbte Hochblätter.
Die pentazyklischen (fünf Blütenblattkreise), zwittrigen Blüten sind radiärsymmetrisch und dreizählig. Es sind drei Kelchblätter vorhanden. Die drei Kronblätter sind oft blau oder weiß. Es sind zwei Kreise mit je drei Staubblättern vorhanden. Drei Fruchtblätter sind zu einem unterständigen Fruchtknoten verwachsen.
Blütenformel:
{\displaystyle \star \;K_{(3)}\;oder\;K_{3}\;[C_{(3)}\;A_{3+3}]\;G_{\overline {(3)}}}
Es werden Beeren gebildet.

## Systematik

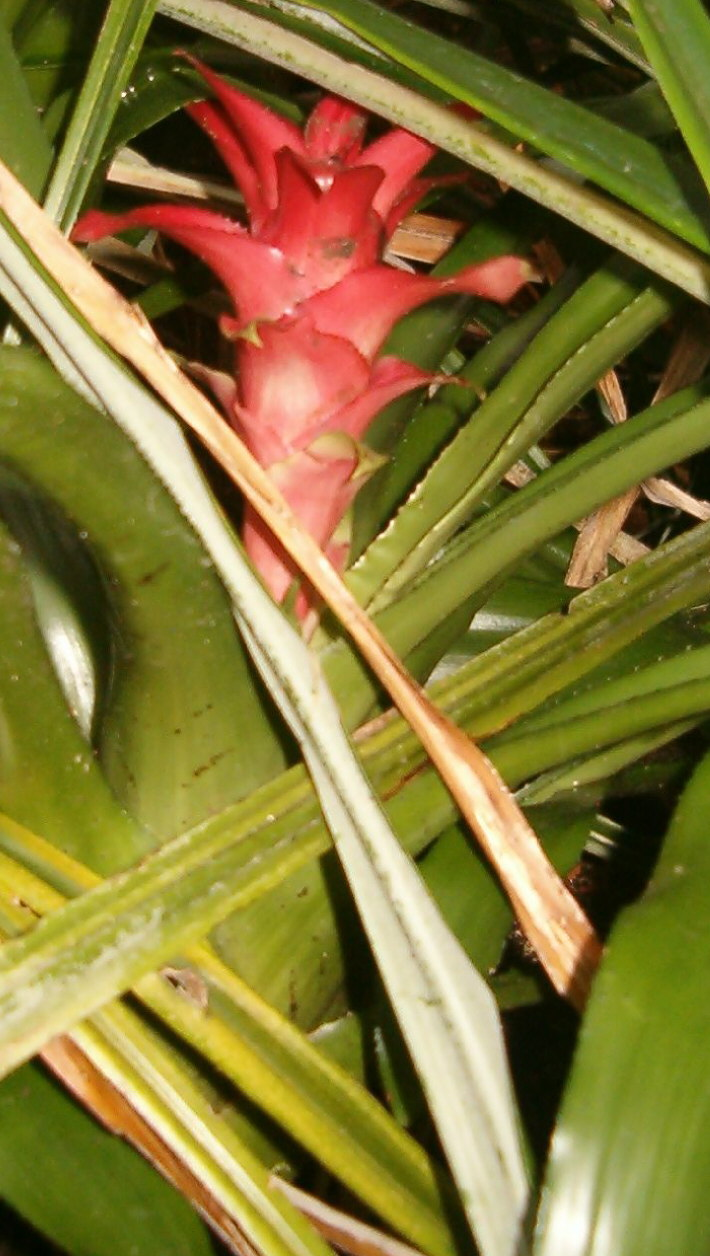
Blütenstand von Canistropsis microps

Der Gattungsname Canistropsis nimmt Bezug darauf, dass sie der Gattung Canistrum ähnlich sehen (griech. opsis = Aussehen, Ähnlichkeit).
Lange Zeit waren die Arten in einer der zwei Untergattungen der Gattung Nidularium eingegliedert, seit 1998 (Elton Leme) erhielt eine davon, Canistropsis, den Status einer Gattung (Beispiel: Canistropsis billbergioides, Syn.: Nidularium billbergioides, Nidularium citrinum).
Es gibt etwa elf Canistropsis-Arten:
- Canistropsis albiflora (L.B.Smith) H.Luther & Leme: Sie gedeiht epiphytisch nur im brasilianischen Bundesstaat Espírito Santo.[2]
- Canistropsis billbergioides (Schultes & Schultes f.) Leme: Es gibt zwei Formen:
  - Canistropsis billbergioides (Schultes & Schultes f.) Leme f. billbergioides: Sie kommt in den brasilianischen Bundesstaaten Bahia sowie São Paulo vor.[2]
  - Canistropsis billbergioides f. azurea (E.Pereira & Leme) Leme: Sie kommt nur im brasilianischen Bundesstaat Rio de Janeiro vor.[2]
- Canistropsis burchellii (Baker) Leme: Sie gedeiht in Höhenlagen von 0 bis 800 Metern nur im brasilianischen Bundesstaat Sao Paulo.[2]
- Canistropsis correia-araujoi (E.Pereira & Leme) Leme: Sie kommt nur im brasilianischen Bundesstaat Rio de Janeiro vor.[2]
- Canistropsis elata (E.Pereira & Leme) Leme: Sie gedeiht terrestrisch in Höhenlagen von etwa 50 Metern nur im brasilianischen Bundesstaat Rio de Janeiro.[2]
- Canistropsis exigua (E.Pereira & Leme) Leme: Sie gedeiht in Höhenlagen von 50 bis mindestens 900 Metern nur im brasilianischen Bundesstaat Sao Paulo.[2]
- Canistropsis marceloi (E.Pereira & Moutinho) Leme: Sie gedeiht an Felsen in Höhenlagen von 600 bis 1000 Metern nur im brasilianischen Bundesstaat Rio de Janeiro.[2]
- Canistropsis microps (E.Morren ex Mez) Leme: Es gibt drei Formen.
  - Canistropsis microps f. bicensis (Ule) Leme: Sie kommt nur im brasilianischen Bundesstaat Rio de Janeiro.[2]
  - Canistropsis microps (E.Morren ex Mez) Leme f. microps: Sie kommt nur im brasilianischen Bundesstaat Rio de Janeiro vor und gedeiht in Höhenlagen von 50 bis 1000 Metern.[2]
  - Canistropsis microps f. pallida (L.B.Smith) Leme: Sie kommt nur im brasilianischen Bundesstaat Rio de Janeiro vor.[2]
- Canistropsis pulcherrima (E.Pereira) Leme: Sie kommt nur im brasilianischen Bundesstaat Rio de Janeiro.[2]
- Canistropsis seidelii (L.B.Smith & Reitz) Leme: Es gibt zwei Varietäten:
  - Canistropsis seidelii (L.B.Smith & Reitz) Leme var. seidelii: Sie gedeiht epiphytisch in Höhenlagen von 0 bis 500 Metern nur im brasilianischen Bundesstaat São Paulo.[2]
  - Canistropsis seidelii var. welteri A.Seidel ex Roeth: Sie wurde 2003 aus Sao Paulo erstbeschrieben und gedeiht nahe dem Meeresniveau.[2]
- Canistropsis simulans (E.Pereira & Leme) Leme: Sie gedeiht in der schattigen Krautschicht von Wäldern, auf Felsen oder epiphytisch am unteren Bereich von Baumstämmen nur im brasilianischen Bundesstaat Rio de Janeiro.[2]

Seit 2008 nicht mehr zur Gattung Canistropsis gehört:
- Canistropsis selloana (Baker) Leme → Eduandrea selloana (Baker) Leme, W.Till, G.K.Brown, J.R.Grant & Govaerts[2]

## Nutzung
Einige Arten und Sorten werden in Spezialgärtnereien angebaut und so findet man sie ab und zu in Gartencentern und Blumengeschäften. Sie eignen sich sehr gut als Zimmerpflanzen, da sie sehr einfach zu pflegen sind.